# Балешев, Николай Фёдорович
Николай Фёдорович Балешев — советский хозяйственный, государственный и политический деятель.

## Биография
Родился в 1947 году в селе Ташевка. Член КПСС.
С 1963 года — на хозяйственной, общественной и политической работе. В 1963—2002 гг. — слесарь, бригадир на Казанском моторостроительном производственном объединении, в Советской Армии, механик в НИО Казанского авиационного института, на комсомольской и партийной работе в Казани, заместитель секретаря парткома обувного объединения «Спартак», заведующий промышленно-транспортным отделом Казанского горкома КПСС, второй, первый секретарь Ашхабадского горкома, заведующий отделом организационно-партийной и кадровой работы ЦК КП Туркменистана, второй секретарь Татарского обкома партии (1990-1991 гг.), генеральный директор ОАО «Казанский текстиль» (с 1995 г.).
Избирался народным депутатом СССР.
Умер в 2002 году в Казани.